# Sarah Maitimu
Sarah Maitimu (6 de enero de 1971) es una deportista neerlandesa que compitió en taekwondo.
Ganó una medalla de bronce en el Campeonato Mundial de Taekwondo de 1993 y una medalla de oro en el Campeonato Europeo de Taekwondo de 1990. Además, consiguió una medalla de bronce en los Juegos Mundiales de 1993.

## Palmarés internacional
| Campeonato Mundial | Campeonato Mundial          | Campeonato Mundial | Campeonato Mundial |
| Año                | Lugar                       | Medalla            | Categoría          |
| ------------------ | --------------------------- | ------------------ | ------------------ |
| 1993               | Nueva York (Estados Unidos) | Medalla de bronce  | –55 kg             |
| Campeonato Europeo |                             |                    |                    |
| Año                | Lugar                       | Medalla            | Categoría          |
| 1990               | Aarhus (Dinamarca)          | Medalla de oro     | –55 kg             |